# Еникеев, Сахиб-Гирей-Махамед Гиреевич
Сахиб‑Гирей-Махамед Гиреевич Еникеев 15 (27) августа 1856, Каргалы, Уфимская губерния — 11 июля 1929) — генерал-майор Русской императорской армии, преподаватель.

## Биография
Принадлежал к дворянскому роду Еникеевых.
Окончил Оренбургское юнкерское училище; в 1912 году вышел в отставку в чине генерал‑майора, но с началом Первой мировой войны повторно призван на службу.
В 1917 году в Ташкенте вспыхнул женский «бабий бунт» — Еникеев, на тот момент командующий дружиной ополчения, отказался применять оружие для его подавления. За отказ он был выслан в Термез, но заслужил популярность у солдат.
После Октябрьской революции вернулся в Ташкент. Горожане и солдаты укрыли его в крепости, спасая от произвола; он вернулся спустя три недели с мандатом от солдатских депутатов.
Знал русский, татарский, персидский и арабский, служил переводчиком. После революции преподавал на восточном факультете, работал в нотариальной конторе, вышел на пенсию в 1927 году и умер от воспаления лёгких 11 июля 1929 года.

## Общественная деятельность
Член попечительского совета ташкентского русско-татарского училища (основано в 1902). Дом Еникеевых становился культурным центром: там проходили творческие вечера и театральные постановки, в том числе пьесы Намыка Кемаля в 1904 году. В 1914 году участвовал в IV Всероссийском съезде мусульман в Санкт-Петербурге с докладом о положении мусульман Туркестана.

## Семья
Жена — Согадат Умидова, деятель женского движения, просветительница, дочь посла Кокандского ханства Хакима Умидова.
Дети:
- дочь Марьям — преподаватель, была замужем за сыном купца первой гильдии Муллагали Яушева, эмигрировала, вернулась, была репрессирована;
- сын Миннегарей — окончил образование во Франции, работал в науке, умер во Франции в 1964 году;
- сын Адхам.